# Safari rallye

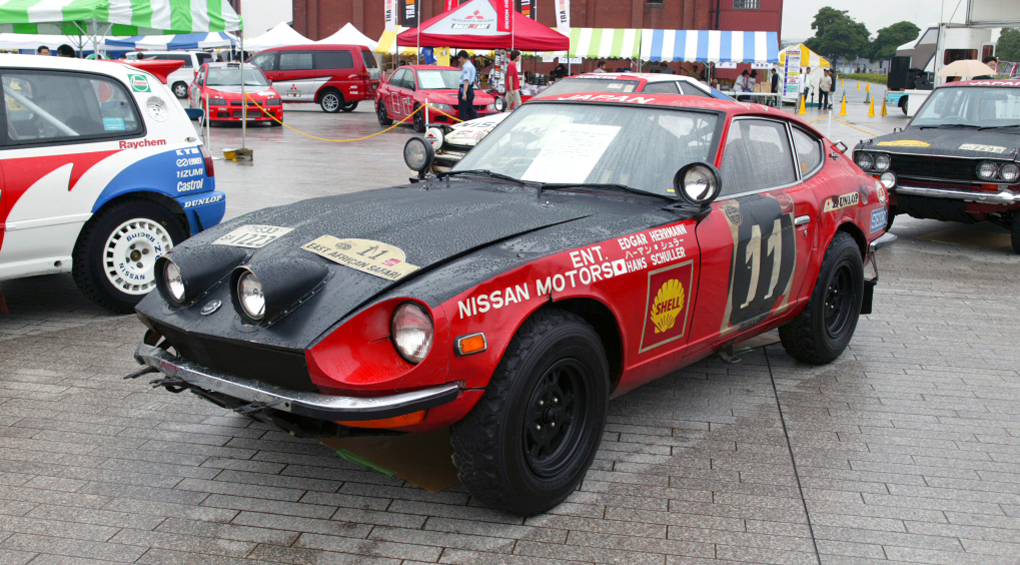
Vítězný Datsun 240Z z roku 1971

Safari rallye je soutěžní rallye, která se pořádá v africkém státě Keňa. centrem soutěže je město Nairobi. Od roku 1973 do roku 2002 byla součástí Mistrovství světa v rallye. V roce 2009 se stala součástí šampionátu Intercontinental Rallye Challenge 2009.

## Historie
Již v roce 1953 byl uspořádán automobilový maraton na počest korunovace královny Elizabeth. jeho název zněl Coronation Safari a jeho duchovním otcem byl Eric Cecil. Tohoto ročníků se účastnila s vozem Tatra 600 posádka Marwaha, Prestom, která později vyhrála následující ročník s vozem Volkswagen Beetle.
V dalších letech se soutěž stala nejdelší, nejtěžší a nejsložitější rallye. Safari rallye 1971 měřila 6400 km v těžkém terénu. Tradiční datum shodné s velikonočními svátky často poznamenaly monzunové deště. Navíc rallye neměl zpočátku klasické rychlostní zkoušky ale průjezdové body kontroly, podobně jako Rallye Dakar.
Od Safari rallye 1970 začala nadvláda vozů Datsun, když zvítězil Hermann a Schuler na voze Datsun 1600 SSS. Na Safari rallye 1973 poprvé vyhrál evropský jezdec Hannku Mikkola s Escortem RS1600. Safari rallye 1978 byla poznamenána velkým výpadkem favoritů, a tak se z vítězství radoval Nicolas s Peugeotem 504. Tovární týmy zde často najímali místní jezdce, kteří měli automobilkám získat body. Mezi ty patřili Jodinger Singh nebo Shekhar Mehta, který tuto soutěž vyhrál pětkrát s vozem datsun. Na Safari rallye se nikdy nedařilo vozům skupiny B ani vozům s pohonem všech kol. Teprve na Safari rallye 1987 zvítězilo Audi 200 Quattro. Před tím zde byla tříletá nadvláda vozů Toyota Celica TCT. Řadu vítězství zde získaly vozy Lancia Delta Integrale, Toyota Celica GT-4 a Mitsubishi Lancer EVO různých generací. Safari rallye 2002 se stala posledním ročníkem, který byl zařazen do mistrovství světa
Tato soutěž přinesla největší úspěch týmu škoda Motorsport. Na Safari rallye 2001 získal Armin Schwarz s vozem Škoda Octavia WRC třetí místo.

## Tabulka vítězů

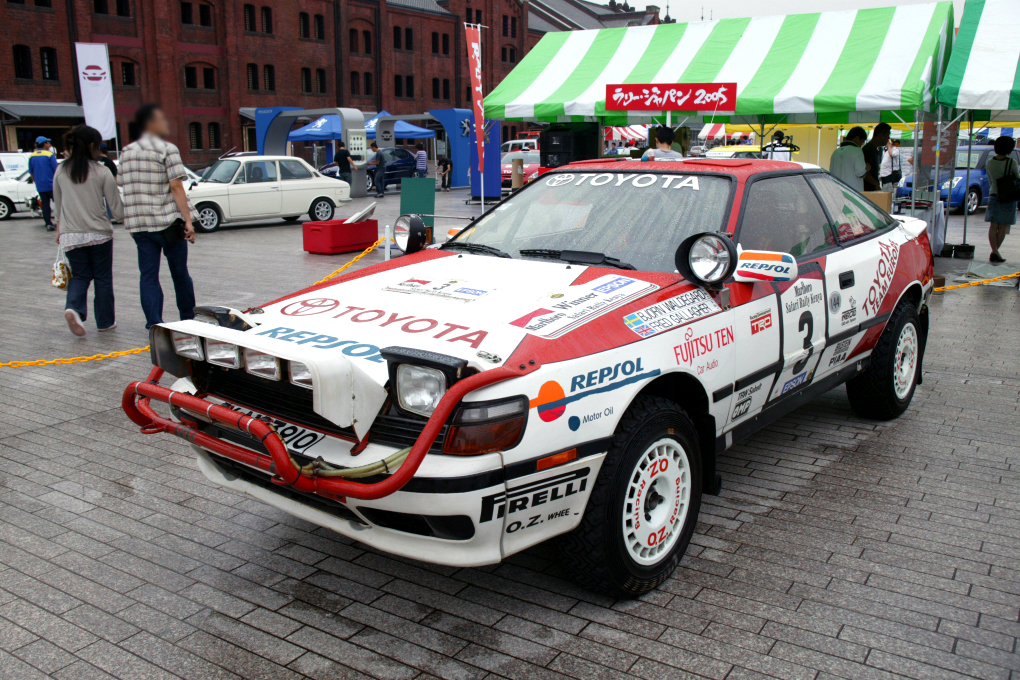
Toyota Celica Turbo 4WD ST-165

| Rok  | Oficiální název / Datum                        | Vítěz / spolujezdec                        | Automobil                       | šampionát |
| ---- | ---------------------------------------------- | ------------------------------------------ | ------------------------------- | --------- |
| 1959 | 7. East African Safari Rally                   | Bill Fritschy Jack Ellis                   | Mercedes-Benz 219               |           |
| 1960 | 8. East African Safari Rally                   | Bill Fritschy Jack Ellis                   | Mercedes-Benz 219               |           |
| 1961 | 9. East African Safari Rally                   | John Manussis Bill Coleridge David Beckett | Mercedes-Benz 220SE             |           |
| 1962 | 10. East African Safari Rally                  | Tommy Fjastad Bernhard Schmider            | Volkswagen 1200                 |           |
| 1963 | 11. East African Safari Rally                  | Nick Nowicki Paddy Cliff                   | Peugeot 404                     |           |
| 1964 | 12. East African Safari Rally                  | Peter Hughes Bill Young                    | Ford Cortina GT                 |           |
| 1965 | 13. East African Safari Rally                  | Joginder Singh Jaswant Singh               | Volvo PV 544                    |           |
| 1966 | 14. East African Safari Rally                  | Bert Shankland Chris Rothwell              | Peugeot 404                     |           |
| 1967 | 15. East African Safari Rally                  | Bert Shankland Chris Rothwell              | Peugeot 404                     |           |
| 1968 | 16. East African Safari Rally                  | Nick Nowicki Paddy Cliff                   | Peugeot 404                     |           |
| 1969 | 17. East African Safari Rally                  | Robin Hillyar Jock Aird                    | Ford Taunus 20M RS              |           |
| 1970 | 18. East African Safari Rally                  | Edgar Herrmann Hans Schüller               | Datsun 1600 SSS                 |           |
| 1971 | 19. East African Safari Rally                  | Edgar Herrmann Hans Schüller               | Datsun 240Z                     |           |
| 1972 | 20. East African Safari Rally (30 Mar - 3 Apr) | Hannu Mikkola Gunnar Palm                  | Ford Escort RS1600              | IMC       |
| 1973 | 21. East African Safari Rally (19 - 23 Apr)    | Shekhar Mehta Lofty Drews                  | Datsun 240Z                     | WRC       |
| 1974 | 22. East African Safari Rally (11 - 15 Apr)    | Joginder Singh David Doig                  | Mitsubishi Lancer 1600 GSR      | WRC       |
| 1975 | 23. Safari Rally (27 - 31 Mar)                 | Ove Andersson Arne Hertz                   | Peugeot 504                     | WRC       |
| 1976 | 24. Safari Rally (15 - 19 Apr)                 | Joginder Singh David Doig                  | Mitsubishi Lancer 1600 GSR      | WRC       |
| 1977 | 25. Safari Rally (7 - 11 Apr)                  | Björn Waldegård Hans Thorszelius           | Ford Escort RS1800              | WRC       |
| 1978 | 26. Safari Rally (23 - 27 Mar)                 | Jean-Pierre Nicolas Jean-Claude Lefèbvre   | Peugeot 504 V6 Coupé            | WRC       |
| 1979 | 27. Safari Rally (12 - 16 Apr)                 | Shekhar Mehta Mike Doughty                 | Datsun 160J                     | WRC       |
| 1980 | 28. Safari Rally (3 - 7 Apr)                   | Shekhar Mehta Mike Doughty                 | Datsun 160J                     | WRC       |
| 1981 | 29. Safari Rally (16 - 29 Apr)                 | Shekhar Mehta Mike Doughty                 | Nissan Violet GT                | WRC       |
| 1982 | 30. Marlboro Safari Rally (8 - 12 Apr)         | Shekhar Mehta Mike Doughty                 | Nissan Violet GT                | WRC       |
| 1983 | 31. Marlboro Safari Rally (30 Mar - 4 Apr)     | Ari Vatanen Terry Harryman                 | Opel Ascona 400                 | WRC       |
| 1984 | 32. Marlboro Safari Rally (19 - 23 Apr)        | Björn Waldegård Hans Thorszelius           | Toyota Celica TCT               | WRC       |
| 1985 | 33. Marlboro Safari Rally (4 - 8 Apr)          | Juha Kankkunen Fred Gallagher              | Toyota Celica TCT               | WRC       |
| 1986 | 34. Marlboro Safari Rally (29 Mar - 2 Apr)     | Björn Waldegård Fred Gallagher             | Toyota Celica TCT               | WRC       |
| 1987 | 35. Marlboro Safari Rally (16 - 20 Apr)        | Hannu Mikkola Arne Hertz                   | Audi 200 Quattro                | WRC       |
| 1988 | 36. Marlboro Safari Rally (31 Mar - 4 Apr)     | Miki Biasion Tiziano Siviero               | Lancia Delta Integrale          | WRC       |
| 1989 | 37. Marlboro Safari Rally (23-27 Mar)          | Miki Biasion Tiziano Siviero               | Lancia Delta Integrale          | WRC       |
| 1990 | 38. Marlboro Safari Rally (11-16 Apr)          | Björn Waldegård Fred Gallagher             | Toyota Celica GT-4 ST165        | WRC       |
| 1991 | 39. Martini Safari Rally 27 (Mar - 1 Apr)      | Juha Kankkunen Juha Piironen               | Lancia Delta Integrale 16V      | WRC       |
| 1992 | 40. Martini Safari Rally 27 (Mar - 1 Apr)      | Carlos Sainz Luis Moya                     | Toyota Celica Turbo 4WD         | WRC       |
| 1993 | 41. Trustbank Safari Rally (8-12 Apr)          | Juha Kankkunen Juha Piironen               | Toyota Celica Turbo 4WD         | WRC       |
| 1994 | 42. Trustbank Safari Rally (31 Mar - 3 Apr)    | Ian Duncan David Williamson                | Toyota Celica Turbo 4WD         | WRC       |
| 1995 | 43. Safari Rally (14-17 Apr)                   | Yoshio Fujimoto Arne Hertz                 | Toyota Celica Turbo 4WD         | 2LWC      |
| 1996 | 44. Safari Rally (5-7 Apr)                     | Tommi Mäkinen Seppo Harjanne               | Mitsubishi Lancer Evolution III | WRC       |
| 1997 | 45. Safari Rally (1-3 Mar)                     | Colin McRae Nicky Grist                    | Subaru Impreza WRC              | WRC       |
| 1998 | 46. Safari Rally (28 Feb - 2 Mar)              | Richard Burns Robert Reid                  | Mitsubishi Carisma GT Evo 4     | WRC       |
| 1999 | 47. Safari Rally (26-28 Feb)                   | Colin McRae Nicky Grist                    | Ford Focus WRC                  | WRC       |
| 2000 | 48. Sameer Safari Rally (25-27 Feb)            | Richard Burns Robert Reid                  | Subaru Impreza WRC              | WRC       |
| 2001 | 49. Safari Rally (20-22 Jul)                   | Tommi Mäkinen Risto Mannisenmäki           | Mitsubishi Lancer Evolution VI  | WRC       |
| 2002 | 50. Inmarsat Safari Rally (12-14 Jul)          | Colin McRae Nicky Grist                    | Ford Focus RS WRC               | WRC       |
| 2003 | 51. KCB Safari Rally (9-11 Oct)                | Glen Edmunds Titch Phillips                | Mitsubishi Lancer Evolution VI  | ARC       |
| 2004 | 52. KCB Safari Rally (12-14 Mar)               | Carl Tundo Tim Jessop                      | Subaru Impreza                  | ARC       |
| 2005 | 53. KCB Safari Rally (15th - 17th Jul)         | Glen Edmunds Des Page-Morris               | Mitsubishi Lancer Evolution VII | ARC       |
| 2006 | 54. KCB Safari Rally (24 - 26 Mar)             | Azar Anwar George Mwangi                   | Mitsubishi Lancer Evolution VI  | ARC       |
| 2007 | 55. KCB Safari Rally (9-11 Mar)                | Conrad Rautenbach Peter Marsh              | Subaru Impreza WRX              | IRC & ARC |
| 2008 | 56. KCB Safari Rally (27-29 Jun)               | Lee Rose Piers Daykin                      | Mitsubishi Lancer Evolution IX  | ARC       |
| 2009 | 57. KCB Safari Rally (3-5 Apr)                 | Carl Tundo Tim Jessop                      | Mitsubishi Lancer Evolution IX  | IRC & ARC |
| 2010 | 58. KCB Safari Rally (2-4 Apr)                 | Lee Rose Piers Daykin                      | Mitsubishi Lancer Evolution IX  | ARC       |
| 2023 | 70th Safari Rally (3-5 Apr)                    | Sebastien Ogier Vincent Landais            | Toyota GR Yaris Rally1          | WRC       |